# Lydia Tews
Lydia Tews (* 29. März 1951 in Neustadt an der Waldnaab) ist eine deutsche Krimiautorin.

## Leben
Lydia Tews hat Buchhändlerin gelernt, danach studierte sie Pädagogik und Kommunikationswissenschaft. Sie gab in Schwäbisch Gmünd das Stadtmagazin gegen-Druck heraus. Sie schrieb eine Reihe von drei Krimis mit der Stuttgarter Kommissarin Elfriede Schuhmann als Heldin, diese wird in einem Bienzle-Krimi von Felix Huby einmal zitiert.
Alle drei Romane erschienen in der silbernen Krimireihe von Knaur.
Ihre Krimis zeichnen sich durch eine gewisse Leichtigkeit, insbesondere bei der Beschreibung und Charakterisierung der Personen (und dabei der Frauenfiguren) und eine deutliche Vorliebe für das alternative Milieu aus. Müslis, Punks, die damalige Linke werden in den entsprechenden Szenen in den Romanen als ein antibürgerliches Idyll geschildert.
Gleichzeitig werden die Polizei und allgemein die Staatsorgane kritisch dargestellt.
Lydia Tews gehört der Vereinigung deutschsprachiger Krimi-Autoren Das Syndikat an.

## Werke (Auswahl)

### Als Autorin
Hörspiele
- Steffen Kent:[1] Captain Blitz und seine Freunde. Werkspionage. Tosa Verlag, Wien 1985.
- zahlreiche Hörspiele für Kinder und Jugendliche

Kriminalromane
- Sie sind ein schlechter Bulle, gnädige Frau, Droemer Knaur, München 1982. ISBN 3-426-04932-5.
- Leichen brauchen kein Make-up. Droemer Knaur, München 1984. ISBN 3-426-04941-4.
- Störung der Totenruhe, Droemer Knaur, München 1984. ISBN 3-426-04951-1.
- Wer nicht träumt, ist tot. Diogenes Verlag, Zürich 1987. ISBN 3-257-21513-4.

Sachbücher
- Werkzeuge im Haus. Sinnvolle Auswahl und richtiger Einsatz (= Freizeit-Taschenbuch; 101). Maier, Ravensburg 1982. ISBN 3-437-43101-X.
- Landschaft im Modell. Praktische Anleitungen für Auswahl und Aufbau (= Freizeit-Taschenbuch; 158). Maier, Ravensburg 1983. ISBN 3-473-43158-3.

### Als Herausgeberin
- zusammen mit Natalie Pfeifle: Kinder schreiben ein Buch Schwabenverlag, Aalen 1988. ISBN 3-7966-8000-3.

### Als Mitarbeiterin
- Eberhard Hungerbühler: Pioniere für den Frieden (= Reihe „Pioniere“). Verlag Ueberreuter, Wien 1983. ISBN 3-8000-3188-4.[2]